# Homoeocera rhodocera
Homoeocera rhodocera là một loài bướm đêm thuộc phân họ Arctiinae, họ Erebidae.